# Sympiesis albiventris
Sympiesis albiventris är en stekelart som beskrevs av Storozheva 1981. Sympiesis albiventris ingår i släktet Sympiesis och familjen finglanssteklar.
Artens utbredningsområde är Uzbekistan. Inga underarter finns listade i Catalogue of Life.